# 남흥청년화학련합기업소
남흥청년화학련합기업소(南興靑年化學聯合企業所)는 평안북도 안주시의 청천강 북안인 남흥벌에 소재하며, 조선민주주의인민공화국 화학공업성 산하 공장으로 북한의 대표적인 석유 화학 공장이다.
1981년 말까지는 련합기업소, 그리고 1986년 중반 무렵까지는 종합 공장으로 불렸다. 
수백 정보의 부지 면적에서 고압 폴리에틸렌, 산화 에틸렌, 에틸렌 글리콜 등 에틸렌 계열의 석유 화학 제품과 탄산 소다, 요소 비료, 질소 비료, 아닐론 솜, 벤졸, 합성고무, 펄프, 종이, 생필품 등을 생산한다.

## 남흥청년화학련합기업소 개요
이 기업소는 1968년부터 건설이 시작되어 프랑스, 핀란드, 일본 등에서 설비를 도입하여 생산공정을 갖추어 나갔으며 1989년까지 설비 능력 확장 등 투자가 지속되었다.
특히 탄산 소다 공장은 조업 당시 연간 수만 톤의 탄산 소다 생산능력을 보유한 것으로 알려진 바 있는데, 연건축면적은 1만 5천여 평방미터에 달하며, 룡성 기계 연합 총국과 락원 기계 연합 기업소 등에서 제작한 높이 27미터의 탄산화탑과 수십톤 무게의 원심분리기, 가소로 등을 비롯하여 가성소다 고위조, 침강촉진 고위조, 1차 반응조, 상등액수조 등의 설비를 갖추고 있고, 원료 투입, 세척, 정제, 반응, 중조 생산, 냉각, 제품 포장, 출하 등 모든 공정이 자동화되어 있었다고 한다.
그러나 90년대 들어서면서 원유, 촉매제 등의 원료와 와 전력 공급 부족으로 공장 가동 상황이 극히 나빠졌으며 자체적으로 시공한 배관 및 용접 부문의 결함이 빈번히 발생하여 공장 가동율을 더욱 저하시켰던 것으로 보인다.
90년대 중반이후 나프타 등 원료난, 전력난이 심화되어 가동 중단 위기에까지 몰리는 등 공장 상황이 아주 좋지 않았으며 2000년 들어서면서 이를 타개하기 위해 낡은 설비의 개건 현대화와 함께 무연탄 등 자체 연료를 활용하여 생산을 정상화하기 위한 기술 개발 및 설비 개건에 주력하였다.

## 개건 현대화 과정
2000년 중반경 화학 공업성, 과학원 함흥 분원 등의 기술 지원하에 몇 개월 동안의 노력을 들여 소금을 원료로 하던 낡은 탄산 소다 공장을 헐고 자체 원료를 활용하는 새로운 방식의 탄산 소다, 류산 소다 공정을 건설, 시운전을 마쳤다.
또한 해외에서 도입해오던 비료 생산에 필요한 10가지 촉매를 자체로 생산할 수 있게 하였으며 갱질관 자체 생산 기지도 조성하였다.
2005년들어 탄산소다 생산능력 확장을 위한 공사에 착수하여 10월에 수만 톤 능력의 공정을 완비하였다.
원료 직장 건평이 2,700여제곱미터이며 총 부지 면적이 수만제곱미터라고 하며 13개의 대형 건물과 탄산화탑과 흡수탑 그리고 150여종 수백 대의 기계들과 화학 설비들로 구성되어 잇는 대규모 화학도시를 방불케한다고 자평하였다. 
특히 이 공사를 위해 200여톤의 용접봉, 10여만m의 배관, 근 1,000대의 전기 제품 등을 자체로 해결하였다고 한다.
2006년 4월 최고인민회의 제11기 4차회의를 통해 무연탄 가스화를 제시한 것을 계기로 이 공사에 집중하였다.
무연탄을 여러 단계를 거쳐 가스화하고 압축한 다음 이 가스를 화학 비료, 탄산 소다, 폴리 에틸렌 수지를 비롯한 각종 제품 생산 공정에 투입한다는 계획하에 공사를 추진하였다.
남흥화학설계사업소와 봉화 화학 건설 사업소 등이 건설에 참여하여 2010년 4월 봉탄 생산 공정, 가스 발생 공정, 가스 청정 공정, 3페로 공정 등을 완성, 무연탄 가스화에 의한 암모니아 생산 공정이 조업에 들어갔다. 
여기에는 컴퓨터 통합 생산 체계인 DCS를 도입하여 모든 지표들을 실시간 집중 감시, 조종할 수 있게 하였다고 한다.
이 공사를 통해 후민산 생산공정도 조성되었으며 비료 포장을 위한 수지 마대 생산 공정도 현대화하였으며 무연탄 가스화 공정에 필요한 물정제에 나노 기술을 활용하는 급수탑도 새로 건설되었다.
이 후에 암모니아 합성탑 생산능률 제고를 위한 개조 작업, 후민산 연속 생산 공정 확립 등 추가 공정 개건 작업이 진행되어 완료됨으로써 무연탄 가스화에 의한 비료생산 1계열 및 2계열 공사가 완료되었다고 한다.
이 기업소는 김정일의 지시로 비료생산에 쓰이던 나프타로 화학 섬유을 생산하기 위한 방사 공정, 후처리 공정, 그리고 수지 생산 공정 등 석유 화학 계통 현대화 작업에 착수하였다.
2013년들어 무연탄 가스화에 의한 주체 비료 생산에 박차를 가하는 가운데 화학 섬유 생산공정을 조성하고 석유 화학 계통의 개건 보수 공사와 중합 계통 건설을 마감 단계에서 진행하는 가운데 각지 양말 공장과 방직 공장에 필요한 화학섬유를 보내주고 있다고 하였다.
한편 2003년 10월 생필 직장을 1만여제곱미터 부지에 2층규모로 개건 확장하고 이 기업소에서 나오는 부산물과 폐설물을 이용하여 각종 화학 일용품 및 수지 일용품 생산을 개시하였는데 갖가지 사출기, 압출기와 형타 도면실, 형타 제작실, 모형 제작실 등에 CNC 설비들을 갖추는 등 현대적으로 개건 확장하여 화학 제품과 밥그릇, 국그릇, 접시, 수저통 등 수십종의 수지 제품들을 생산하고 있다.
김정일이 북한의 대표적 석유화학공장인 평안남도 안주시의 남흥청년화학연합기업소를 현지지도하고 비료생산을 강조했다고 조선중앙통신이 7일 전했다.
조선중앙통신은 남흥의 노동계급은 나프타에 의한 비료생산 체계에 종지부를 찍고 우리나라에 흔한 무연탄으로 비료를 대량 생산해냈다며 김정일이 비료공업의 주체화를 실현하고 비료생산을 획기적으로 늘려 식량문제를 원만히 해결할 수 있는 토대가 마련됐다며 기쁨을 감추지 못했다고 전했다.
김정일은 기업소의 가장 중요한 과업은 비료생산을 높은 수준에서 정상화하는데 역량을 집중해 사회주의 협동벌에 더 많은 비료를 보내주는 것이라고 강조했다고 중앙통신이 소개했다.
중앙통신은 남흥청년화학연합기업소에서 무연탄으로 비료를 생산하기 시작하면서 나프타로 비료를 생산할 때보다 생산원가는 크게 줄이고 생산량은 배로 늘릴 수 있게 됐다고 주장했다.

## 평가

### 화학 공업 복구의 전초전
현재 조선민주주의인민공화국은 경공업 위주의 공업 생산 체계로 이루어져 있으며 현재 중공업을 위주로 한 전력으로 인하여 고난의 행군이 온 결과로 인하여 현재는 중공업을 상당히 부정하는 듯한 모습을 보이고 있으며 특히 최소한의 양으로만 생산을 하고 있다.
하지만 순천 과인산 비료 공장의 완공으로 인하여 화학 공업을 다시 복구하려는 모습이 보이고 있으며 탄소하나화학공업기지도 현재 복구가 완료가 되어가고 있는 시점이다.
그리고 순천화학련합기업소는 현재 비날론을 생산하는 것은 물론 아예 제철 공업과도 연관을 짓고 있으며 특히 조선중앙통신에서는 연산 18만 톤 규모의 제철 공업을 하고 있다.
현재 화학공업이 복구가 되어가고 있으며 특히 흥남비료연합기업소도 현재 갈탄 가스화를 넘어 무연탄 가스화로 다시 진입을 하기 시작을 하였다.

## 논란과 의혹

### 화학 무기 생산 기지 의혹
하지만 역시 화학공장의 단점은 언제나 화학무기 생산 기지로 의혹을 받을수 밖에 없으며 흥남비료연합기업소와 2.8비날론련합기업소 그리고 순천화학련합기업소도 언제나 화학무기의 전용 기지로 비상시에 삼을 수 있다는 단점으로 인하여 현재 귀순자는 한목소리로 이런 기지의 화학무기 전용 기지화라는 목소리가 나오고 있다.
더군다나 비료 생산 기지는 언제나 핵무기 기지로 전용 받을 수도 있다는 의혹에 있어 무시할 수가 없으며 특히 인산으로 인하여 우라늄 추출을 할 가능성이 높다.